# Biedes
Biedes es una parroquia asturiana y un lugar de dicha parroquia perteneciente al concejo de Las Regueras, en el norte de España. Cuenta con una población de 237 habitantes de acuerdo al INE de 2021 que se reparten en una superficie de 10,56 kilómetros cuadrados. Limita al norte con las parroquias de Trasmonte y Santa Cruz, esta última en el vecino concejo de Llanera; al sur con Valsera, al este con Brañes en Oviedo y con San Cucao también en Llanera y al oeste con Santullano.
Su templo parroquial está dedicado a San Martín. También se puede destacar los innumerables nidos de ametralladora y búnkeres situados por la zona los cuales datan de la guerra civil y ahora están siendo protegidos y reconstruidos.

## Entidades de población
Entidades de población que forman parte de la parroquia (nombres oficiales en asturiano entre paréntesis):
- Biedes
- La Estaca
- La Braña
- Marinas (Mariñes)
- Meobra (Miobra)
- Parades

## Demografía
| Año  | Población |
| ---- | --------- |
| 2000 | 329       |
| 2001 | 324       |
| 2002 | 315       |
| 2003 | 306       |
| 2004 | 318       |
| 2005 | 320       |
| 2006 | 309       |
| 2007 | 304       |
| 2008 | 303       |
| 2014 | 269       |